# 조선영 (가수)
조선영(1986년 ~)은 대한민국의 가수다.

## 방송
- 스타 오디션 위대한 탄생 3 (2012) - Top16
- 듀엣가요제 (2016) - 우승

## 음반
- '위대한 탄생 3' 멘토 서바이벌 Part.4 (김연우 편) (2013)
- 듀엣가요제 4회 (2016)
- 듀엣가요제 5회 (2016)
- 듀엣가요제 8회 (2016)
- 듀엣가요제 9회 (2016)
- 듀엣가요제 10회 (2016)
- 듀엣가요제 16회 (2016)
- 듀엣가요제 17회 (2016)
- 더 브레드 워십 (2016)
- 우린, 지금 (2017)